# مارك د. ديفلن
مارك د. ديفلن (بالإنجليزية: Mark D. Devlin)‏ هو كاتب سير ومؤلف أمريكي، ولد في 4 فبراير 1948 في دورشستر ‏ في الولايات المتحدة، وتوفي في 10 مارس 2005 في برينتري في الولايات المتحدة.